# Richard W. Blundell
Sir Richard William Blundell, CBE FBA (* 1. Mai 1952 in Shoreham-by-Sea) ist ein britischer Wirtschaftswissenschaftler und Professor für politische Ökonomie am University College London. Sein Forschungsgebiet ist die Ökonometrie.

## Leben
Blundell hat den Lehrstuhl für politische Ökonomie am University College London seit 1984 inne und ist seit 1986 Forschungsdirektor am Institute for Fiscal Studies. 2006 war der Ökonom Vorsitzender der Econometric Society und er amtierte 2008 als Präsident der Society of Labour Economics. Seit 2015 zählt ihn Thomson Reuters zu den Favoriten auf einen Wirtschaftsnobelpreis.

## Ehrungen
- 1997: Fellow der British Academy[3]
- 2000: Frisch-Medaille der Econometric Society (mit Alan S. Duncan und Costas Meghir)[4]
- 2002: Aufnahme in die American Academy of Arts and Sciences
- 2011: Ehrendoktorwürde der Universität Mannheim[5]
- 2012: IZA Prize in Labor Economics
- 2014: Erhebung in den Ritterstand (Knight Bachelor)[6]
- 2014: BBVA Foundation Frontiers of Knowledge Award
- 2014: Mitglied der Academia Europaea[7]
- 2016: Nemmers-Preis für Wirtschaftswissenschaften
- 2019: ausländisches Mitglied der National Academy of Sciences
- 2020: Jacob-Mincer-Preis

## Schriften (Auswahl)
- The Determinants and Effects of Work Related Training in Britain. Institute for Fiscal Studies, London 1996, ISBN 1-873357-56-7 (zusammen mit Lorraine Dearden und Costas Meghir).
- Seeking A Premier Economy. The Economic Effects of British Economic Reforms, 1980–2000 (National Bureau of Economic Research - Comparative Labor Markets Series, NBER-CLM). University of Chicago Press, Chicago, Ill. 2004, ISBN 0-226-09284-4 (zusammen mit David E. Card).